# Carles Fontserè i Carrió
Carles Fontserè i Carrió   (Barcelona, 9 de març de 1916 - Girona, 4 de gener de 2007) fou un destacat dibuixant i cartellista llibertari català, especialment a l'època de la Segona República Espanyola. També treballà com ninotaire, fotògraf i escenògraf.
Nasqué a Barcelona l'any 1916. Durant la Guerra Civil fou soldat de les Brigades Internacionals i va destacar com a cartellista. Visqué la Segona Guerra Mundial i els anys immediats de la postguerra exiliat a l'Estat francès. L'any 1948 va viatjar a Mèxic, allà va produir, juntament amb Mario Moreno, un gran espectacle de revista, del que fou dissenyador del vestuari i l'escenografia. L'any 1950 s'establí a Nova York on s'hi va estar fins al 1973, l'any que va tornar a l'Estat espanyol.
Ha treballat com il·lustrador, dibuixant de còmics, escenògraf, cartellista, pintor i fotògraf. Ha fet diferents projectes editorials i fou director artístic de la revista hispanoamericana Temas.
Els últims anys de la seva vida els passà a Porqueres, on escriví les seves memòries fins que el 2007 morirà amb 90 anys.

## Biografia
Carles Fontserè i Carrió fou barceloní de naixença, l'any 1916. Es formà a Barcelona i començà a pintar i dibuixar des de ben petit. Va cursar el batxillerat als Jesuïtes del carrer Casp, però als quinze anys, sense deixar de dibuixar, decidí abandonar els estudis per endinsar-se en una bohèmia prematura. Començà a treballar d'aprenent en un taller d'escenografia i dibuixava, regularment, per a El Correo Catalán, La reacción – seminario de lucha política i per al setmanari infantil Plançons. Als 17 anys Carles Fontserè, ja consolidat com a dibuixat professional, va executar portades de llibres i va pintar cartells de publicitat cinematogràfica.
Mentre el jove artista s'anava formant, el país s'estava polaritzant políticament i social. Dibuixava pels tradicionalistes, tot i que el seu interès va augmentar per les noves ideologies revolucionàries que marcaven un nou camí. Quan Fontserè tenia 20 anys, la Guerra Civil espanyola va esclatar i va començar a formar part del Comitè Revolucionari del Sindicat de Dibuixants. Fou qui pintà el primer cartell que s'enganxà pels carrers, provocant l'organització del taller col·lectiu de propaganda.
Un cop es va dur a terme la lleva del 1937, l'artista s'incorporà a les Brigades Internacionals i pintà murals de guerra, també realitzà gravats per als butlletins d'informació del Comissariat de Guerra de la base, a Albacete. Un cop dissoltes les Brigades Internacionals, passà com a dibuixant de l'Estat Major de la DECA i, en els darrers dies de la guerra anà a Figueres al Comissariat de Propaganda de la Generalitat. L'artista travessà la frontera des de La Vajol, pel Coll de Lli, amb el comissari Jaume Miravitlles i el president Lluís Companys. A França, Carles Fontserè fou internat al camp de concentració dels Haras, a Perpinyà, juntament amb Antoni Clavé. Gràcies al pintor Martí Vives, entre d'altres, Fontserè i Clavé sortiren del camp de concentració. Més tard ambdós artistes exposaren, per primera vegada, dibuixos de l'èxode. Fontserè pintà un mural i uns decorats per a la La Revue des Treataux i, setmanalment, decorà Les nuits de gala del Casino de Canet-Plage.

### Exili
La guerra interrompé la seva activitat artística, fet que l'obligà a exercir altres oficis. Fontserè fou internat, altre cop, al camp de concentració de Sant Cebrià, d'on s'acabarà escapant indocumentat i sense diners cap a París. Pintarà de nou cartells de guerra, farà il·lustracions per a El Poble Català, dibuixarà còmics per a seminaris infantils i s'iniciarà en la litografia original sobre pedra. La retirada militar francesa provocà la paralització i la buidada de la ciutat, però l'artista no es mogué de la ciutat parisenca. Amb Antoni Clavé col·laborarà com a dibuixant a un nou setmanari, Des arts et lettres françaises. Més tard s'instal·larà en un taller prop de Montmartre, on Rafael Tasis organitzarà una penya literària. Fontserè, juntament amb Tasis, editarà llibres de bibliòfil de tiratge limitat, amb litografies originals sobre pedra i aiguaforts.
Entre el 1945 i el 1947, Fontserè pintà dos cartells per al Ministeri de la Reconstrucció francesa amb l'objectiu d'impulsar una difusió nacional. Durant aquests anys participà en diverses exposicions col·lectives de pintura a París i Perpinyà on hi havia diferents artistes espanyols. Pintà un cartell de propaganda per a la reconstrucció de França, que aconseguí la màxima difusió nacional. També tornà a la il·lustració de llibres de luxe i col·laborà en obres de cultura catalana, com la de Pompeu Fabra. Fou l'encarregat, entre el 1948 i 1949, de dissenyar decorats i vestits de teatre per adaptacions franceses d'obres de Federico García Lorca i Lope de Vega. A més, juntament amb el compositor Roberto Vicente i Cantinflas, produirà una revista parisenca de gran espectacle per a Mèxic, per la que dissenyà els vestits a París i executà l'escenografia a Mèxic.
A la primavera de 1949, Carles Fontserè anà a Nova York, on farà una estada d'un any a Broadway i retornà a París, casant-se amb l'estatunidenca Terry Broch, quan Jaume Miravitlles, comissari de Propaganda de la Generalitat Republicana, va presentar-los al Centre Català de Nova York. A la ciutat parisenca realitzà el projecte de decoració del patí del Palau dels Reis de Mallorca, a Perpinyà, pels Jocs Florals de la Llengua Catalana, juntament amb Pau Casals. Fontserè tornà a Amèrica on pintà algunes panoràmiques de la gran ciutat però s'endinsà sobretot a l'art comercial: còmics, disseny d'aparadors, il·lustracions de llibres, portades i publicitat. Fou director artístic de Dana Perfumes International, també de la revista mensual Temas on farà il·lustracions pels contes de Ramon Sender, entre d'altres. Fou col·laborador en una escenografia de Salvador Dalí i pintà un mural per a l'Art Director's Club de Nova York, en homenatge al pintor de Cadaqués. L'any 1956, a Nova York, entrà de director artístic i dibuixant il·lustrador al Temas Magazines, s'introduirà a la fotografia com a document social i escriurà els seus primers articles-reportatges. Alternarà la vida social intensa de Nova York amb els diversos viatges a Mèxic i a Europa.
Als anys 1960, Fontseré havia estat un dels primers fotògrafs a fer una excel·lent col·lecció de fotos de la vida quotidiana a Harlem. El món dels negres era un dels seus àmbits de treball. Era «rigorós, meticulós, solidari i atrevit a la feina». L'artista va ser dels primers fotògrafs blancs a fotografiar a San Francisco els militants del nou partit revolucionari d'autodefensa antiracista Panteres Negres. Armat amb la Rolleiflex, una curiositat il·limitada, grans dosis de simpatia i humilitat i, sobretot, un profund esperit de llibertat, Carles Fontserè es va passejar per Fillmore Street, va parlar amb la gent del carrer i els militants de les Panteres Negres, va entrar als seus clubs privats i a les oficines del quarter general i, com passava sempre, anés on anés, feia amics.
| « | Hi ha un cert risc, en certs moments les cames et tremolen, encara que dissimulis. Jo sempre miro de tenir una mica d'explicació, encara que sembli estúpid, per si algú es molesta i em diu “per què la fas, aquesta foto?” A Harlem quedava molt bé dir que era per a la revista Life. Allò els agradava. Sempre hi ha algú que es molesta i t’esbronca. Jo no he anat mai com a turista, ni he fet mai el savi, sinó que he passat sempre més aviat per simple. Que et prenguin per un infeliç facilita les coses i, sobretot, els he donat sempre la raó, diguin el que diguin. | » |

### Retorn a Catalunya
El 1973, Fontserè retornà a Catalunya. Realitzà obres de paisatges del Vallès i el Maresme. Fou el moment en què l'artista es presentà com a coautor, juntament amb Jaume Miravitlles i Josep Termes, de diversos cartells a Carteles de la República y la Guerra Civil. Al llarg dels anys 1980 realitzà diverses exposicions de fotografia i pintura.
Durant els anys 1990, publicà diverses fotografies, com les de Salvador Dalí, realitzà documentals, però també escriví les seves memòries: Memòries d'un cartellista català (1931 -1939) l'any 1995, o l'any 1999, Un exiliat de tercera: a París durant la Segona Guerra Mundial.
El 2000, Carles Fontserè realitzà l'exposició Recorregut per l'Obra d'un Il·lustrador i Cartellista. Fou també guardonat com a Il·lustrad'Or de l'any. El 2001 fou guardonat amb Mosca del Jurat. Fou protagonista, entre d'altres, del llibre Los momentos decisivos. La aventura de 9 testigos excepcionales del siglo XX, de Pau Arenós.
Des del seu retorn a Catalunya, el 1973, Fontserè pintà cartells de promoció cultural per a la Generalitat de Catalunya, l'Ateneu Enciclopèdic Popular, el Teatro de la Zarzuela a Madrid i La Caixa, entre d'altres. Escrigué articles i comentaris per a diversos diaris i revistes com La Vanguardia, Avui, Tiempo de Historia i Revista de Girona. També realitzà catàlegs d'exposicions sobre cartells de la Guerra Civil presentats en diverses ciutats d'Europa i Amèrica. Al llarg del 2001 preparà un tercer volum de memòries que abraça el París de la immediata postguerra, el Mèxic de Cantinflas i el Nova York de les dècades dels anys 1950 i 1960. També donà diverses conferències.
Acabà els seus dies a Porqueres, al Pla de l'Estany. Restaurà una barraca i la utilitzà com a taller de pintor, obrador de litografia i com a laboratori fotogràfic.

## Cartellisme
Durant la Guerra Civil el cartell fou un catalitzador gairebé màgic que tingué el poder de transformar en art les il·lustracions de les circumstàncies més transcendents del moment, i també de les més irrellevants de la vida diària. El cartell assumí importants funcions dirigides a la societat civil del bàndol republicà. Aquest fenomen artístic aconseguí recollir testimoniatge i patrimoni de caràcter únic. La Guerra Civil fou la resposta de la força de les armes, fet que provocà una gran quantitat d'art al costat republicà. El cartellisme contribuí a immortalitzar la denúncia popular d'intolerància i falta de diàleg.
En diversos països europeus els partits representants de les tres ideologies preponderants al 1936, el feixisme, el comunisme i la democràcia, portaven una dècada de múltiples enfrontaments polítics i electorals, especialment a Alemanya des de 1924. Encara que l'aixecament de juliol de 1936 va ser impulsat per altres motivacions, com l'oposició a la laïcitat de la República i la interpretació de la política catalana com a separatista, la Guerra Civil espanyola va despertar un fort interès en la intel·lectualitat internacional per a la novetat de lluita armada entre diverses ideologies.
Al llarg de la història, el cartell s'ha usat políticament com a eina de persuasió, i aquest ha tingut múltiples finalitats segons la seva conjectura: creació i manteniment d'opinió política, relació amb les campanyes electorals, relació amb els moviments revolucionaris i amb la finalitat de guerra.

### La influència del cartellisme soviètic a la Guerra Civil espanyola
Els cartells de la Revolució Russa de febrer de 1917, els de la Revolució soviètica a l'octubre de 1917 i, especialment els de la Guerra Civil russa (1918 - 1921), encara que es tractin de conflictes posteriors a la Primera Guerra Mundial (1914 - 1918), estan relacionats amb la Guerra Civil espanyola per l'afinitat revolucionària i social de la seva temàtica.
Era previsible que el cartell de la guerra espanyola a la zona republicana estigués influït pel soviètic, ja que ambdós varen cobrir fets amb grans similituds, com la forta càrrega ideològica, social i política, juntament amb una gran difusió internacional. Així doncs, el cartell soviètic fou una gran font d'inspiració pels cartellistes de l'època de la Guerra Civil espanyola. Quan Carles Fontserè i Lorenzo Goñi, els dos cartellistes més importants, varen tornar de l'exili, van acceptar la forta influència artística que el cartell soviètic va exercir sobre el cartell republicà.

### El cartellisme de guerra
Al llarg de molt de temps, l'artista i el cartell en circumstàncies bèl·liques, i especialment revolucionàries, sempre han estat considerats com una novetat artística, assumint un protagonisme històric del qual sorgia invariablement la polèmica sobre si havia nascut o no un nou art. Les noves denominacions, classificacions o definicions sempre intentaven satisfer més les motivacions polítiques que artístiques. La desorientació semàntica en la classificació artística, en el cas de la Guerra Civil, es va veure accentuada pel fet que van sorgir innumerables cartellistes. Ells eren dissenyadors gràfics i publicitaris que van considerar la oportunitat com a transitòria. Per una gran part dels joves artistes de la nova generació va ser la primera oportunitat per donar-se a conèixer. La revolució va ser un motiu d'iniciació a l'art. El cartell, per ser el mitjà més popular i democràtic de presentar l'art del carrer, estava destinat a tenir un fort auge.
Els cartells de la Guerra Civil, els missatges dels quals generalment eren intemporals o de futur, són sobretot cartells d'imperatiu present. Aquest caràcter tant viu és útil per entendre a posteriori el que va succeir al llarg d'aquella època. Són una successió i repetició d'ordres i consignes, que es donaven en aquell moment a la població i construïen una continuada demostració de com s'havia de plantejar la revolució i la guerra.
Així, doncs, el cartell és un testimoni excepcional. El que mostra el cartell són visions subjectives matisades per la creativitat de l'artista. El cartell és un producte que es consumeix fixat a la paret, i a partir d'aquell moment es fa pràcticament irrecuperable. Durant la República i la Guerra Civil espanyola es va posar en marxa la pràctica de múltiples instruments comunicatius com els cartells, fulletons, revistes, fotografies, llibres, escultures, emissions cinematogràfiques i radiofòniques que estaven al servei d'uns objectius que es movien entre la voluntat de voler informar i persuadir.

### Carles Fontserè i el cartellisme
Carles Fontserè, amb vint anys, s'incorporà els primers dies de la Guerra Civil al Comissariat de Propaganda de la Generalitat de Catalunya, organisme dirigit per Jaume Miratvilles. L'artista tenia unes grans capacitats tècniques i artístiques, i va ser a partir d'aquell moment quan va emprendre la seva activitat com a cartellista. El cartell en aquell moment esdevingué una arma al servei de la causa republicana.
Fontserè dibuixà vint-i-dos cartells durant els anys 1930 del segle xx. Són cartells de propaganda ideològica que en moments de convulsió social, la guerra i la revolució, per encàrrec d'institucions, partits i sindicats, s'expressaven des de les parets del poble. Cada cartell és obra de l'artista però Fontserè comptava amb l'ajuda del Sindicat de Dibuixants Professionals de Catalunya, que realitzaven una revolució i lluita social contra el feixisme. Van aconseguir que cada cartell fos un gran exponent d'estils, lluites i pensaments compartits.